# Rio Chapecozinho
O rio Chapecozinho é um curso de água do estado de Santa Catarina, no Brasil. É afluente do rio Chapecó e em conjunto com esse formam o maior afluente da bacia do Uruguai.

## Biodiversidade
Na bacia hidrográfica do Rio Chapecozinho há o registro de 361 espécies de aves, com 30 dessas espécies tendo algum grau de ameaça de extinção; há o registro de 41 espécies de anfíbios e 39 espécies de répteis, com seis espécies tendo algum grau de ameaça de extinção; e há o registro de 70 espécies de mamíferos com 16 dessas ameaçadas de extinção. Sendo os maiores valores de riqueza de espécies até o momento das bacias hidrográficas do planalto e oeste de Santa Catarina com estudos similares publicados. Os maiores valores de riqueza registrados em geral estão na região abrangendo o alto Rio Chapecozinho e a região do Rio do Mato, onde há maior quantidade de remanescentes florestais, devido à presença do Parque Nacional das Araucárias, que contribui para a manutenção dessa elevada riqueza, especialmente de espécies com algum grau de ameaça de extinção. 
1. 1 2  Favretto, Mario Arthur; Marocco, João Carlos; Onghero Jr., Osvaldo (2023). «Vertebrados terrestres da bacia do Rio Chapecozinho e Rio do Mato, Santa Catarina, Brasil: diagnóstico e conservação». Estudos da fauna sul-brasileira - volume 1. Ouro: Desenvolver Engenharia e Meio Ambiente. ISBN 978-65-00-70326-9